# Amadou Toumani Touré
Amadou Toumani Touré, född 4 november 1948 i Mopti, död 10 november 2020 i Istanbul, Turkiet, var Malis president 2002–2012. Han störtade den militära ledaren Moussa Traoré år 1991, och överlämnade sedan makten till civila myndigheter. Han vann presidentvalet år 2002 med brett stöd och blev omvald 2007. 
Han gick under jorden i mars 2012 efter att delar av den maliska militären inlett en statskupp mot hans regering, vilket innebar att han avsattes enbart några månader innan han förväntades lämna ämbetet. Som en del av avtalet för att återställa den konstitutionella ordningen i Mali avgick Touré de jure från presidentskapet den 8 april.

## Tidigare liv
Amadou Toumani Touré föddes den 4 november 1948, i Mopti där han gick i grundskolan. Mellan 1966 och 1969 studerade han vid Badalabougou Standard Secondary School i Bamako för att bli lärare. Så småningom gick han med i armén och studerade vid Kati Inter-Military College. Som medlem i Parachutekåren steg han snabbt i rankningarna och efter många utbildningar i Sovjetunionen och Frankrike, blev han befälhavare av fallskärmssoldaterna 1984.

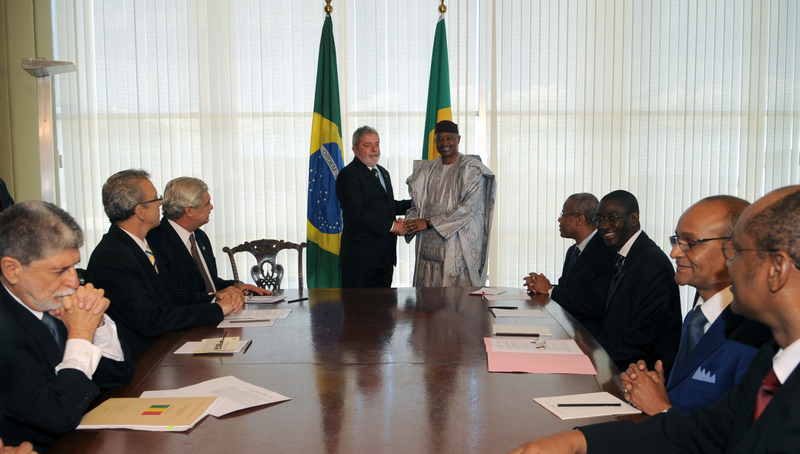
Amadou Touré tillsammans med tidigare brasilianska presidenten Lula da Silva och hans regering.

## Politisk och militär karriär
I mars 1991, efter månader av demonstrationer där våld eskalerat, deltog han i en statskupp mot Moussa Traoré och blev ledare för övergångsregeringens kommitté för folkets välfärd, och utförde funktioner som statschef under övergångsperioden till demokrati. Han organiserade den nationella konferensen (mellan 29 juli och 12 augusti 1991) som utarbetade Malis nya konstitutionen samt genomförde parlaments- och presidentvalen 1992. När valresultatet blev känt överlämnade han makten till den nyvalda presidenten Alpha Oumar Konaré.
På grund av detta fick han smeknamnet "The Soldier of Democracy".
I juni 2001 blev han utsedd till FN:s speciella sändebud till Centralafrikanska republiken efter att ett misslyckat kuppförsök genomförts.
I september 2001 bad han om den förväntade pensioneringen från armén, vilket han beviljades. Han bestämde sig för att åter-starta sin politiska karriär genom att bli en kandidat i det kommande presidentvalet. Han valdes till president våren 2012. I den första omgången, placerade han sig först med 28,71% av rösterna och i den andra omgången vann han med 64,35% av rösterna, och besegrade det tidigare statsrådet Soumaila Cissé, som fick 35,65% av rösterna. Touré svors in den 8 juni 2002.
Hans presidentskap har varit ganska otypisk, han är inte medlem av något politiskt parti och hans regering har medlemmar från alla de politiska partierna i landet. Efter valet 2002 utsåg han Ahmed Mohamed ag Hamani till tjänsten som premiärminister. Den 28 april 2004, ersattes Hamani av Ousmane Issoufi Maiga. Den 28 september 2007 blev även Maiga ersatt av Modibo Sidibé.
Han grundade barnens stiftelse med beteckningen Fondation pour l'Enfance - ett namn som delas med en liknande organisation, skapad av tidigare Franska presidentfrun Danielle Mitterrand. President Toure driver nu sin stiftelse genom fullmakt av hans fru, Malis första dam Toure Lobbo Traore. 
Touré meddelade den 27 mars 2007 att han skulle ställa upp som kandidat för en andra period i presidentvalet 2007. Enligt slutresultatet som tillkännagavs den 12 maj, vann Touré valet med 71,20% av rösterna. Utländska observatörer godkände valet som fritt och rättvist. Touré svors in för sin andra mandatperiod som president den 8 juni 2007, vid en ceremoni i närvaro av sju andra afrikanska presidenter.